# Bayubas de Abajo
Bayubas de Abajo est une commune espagnole de la province de Soria en Castille-et-León.